# Afonso Rodrigues
Santo Afonso Rodriguez S.J., nascido Alonso Rodríguez, (Segóvia, 25 de Julho de 1532 — Palma de Maiorca, 31 de outubro de 1617) foi um leigo consagrado jesuíta espanhol.
Pertencente a uma família cristã, foi filho de Diego Rodríguez e Maria Gómez. Segundo de onze irmãos. Teve que interromper seus estudos no primário, pois com a morte do pai, assumiu os compromissos com o comércio. Casou-se com Maria Suarez, com quem teve três filhos, perdendo dois, ficando viúvo aos 32 anos. Ao entrar em crise espiritual por esse motivo, Afonso entrega-se à oração, à penitência e dirigido por um sacerdote, descobriu o seu chamado a ser irmão religioso e assim, assumiu grandes dificuldades como a limitação dos estudos. Superando isso, Afonso foi recebido na Companhia de Jesus como irmão, e depois do noviciado, foi enviado para o colégio de formação.
No colégio, desempenhou os ofícios de porteiro e a todos prestava vários serviços, e dentre as virtudes que conquistou, foi, para os fiéis, a obediência a sua prova de verdadeira "humildade".
Tinha como regra: "Agradar somente a Deus, cumprir sempre e em toda parte a vontade divina". Este "Santo", com sua "espiritualidade", alegadamente ajudou a muitos, principalmente São Pedro Claver, que viveu algum tempo em Maiorca, quanto ao futuro apostolado na Colômbia.
Se fizera famosa a austeridade e o rigor de sua vida, sua entrega à oração, a obediência absoluta e a absorção pelos assuntos espirituais. Difundiu e popularizou o Oficio Menor da Imaculada Conceição.
Santo Afonso Rodrigues, sofreu muito antes de morrer em 31 de outubro de 1617. A sua festa celebra-se no dia 31 de Outubro, dia da sua morte, sendo sepultado na igreja de Monte Sião em Mallorca. É considerado símbolo da espiritualidade dos irmãos Auxiliares jesuítas.
Santo Afonso Rodriguez não foi ordenado sacerdote. Irmão leigo é uma pessoa que faz os votos religiosos numa ordem religiosa, no caso dele, a Companhia de Jesus, porém não é sacerdote.
Foi declarado venerável em 1626. Em 1633, O Conselho Geral de Mallorca escolheu-o como um dos padroeiros da cidade e da ilha. Em 1760, Clemente XIII decretou que "as virtudes do venerável Afonso se tinham provado que eram dum grado heroico", mas a supressão da Companhia de Jesus na Espanha em 1773 atrasou a sua beatificação até 1825, ocorrendo no dia 15 de Janeiro, pelo papa Leão XII. Foi canonizado a 15 de Janeiro de 1888 pelo papa Leão XIII.